# Lago Walker
El lago Walker (Iñupiaq: Qalugluktuaq; Denaakk'e: Taah K'ehoolaanh) es el nacimiento del río Kobuk en el noroeste de Alaska (desembocando en Kotzebue Sound). El lago está situado cerca de la parte más oriental del Borough de Northwest Arctic, en lo profundo del remoto interior del norte de Alaska. Explorado durante una expedición dirigida por John C. Cantwell en 1885, bajo la autoridad de la Revenue Marine. También conocido como "Gran Lago de los Peces", la leyenda Inupiaq de la zona hablaba de peces gigantes y feroces que habitaban las aguas. Un intento de un nativo de la expedición Cantwell de capturar uno de estos peces gigantes involucró un anzuelo hecho con un conjunto completo de astas de reno cebadas con un ganso entero.
En 1968, el lago Walker fue designado Monumento Natural Nacional por el Servicio de Parques Nacionales.